# Distretto di Sokolov

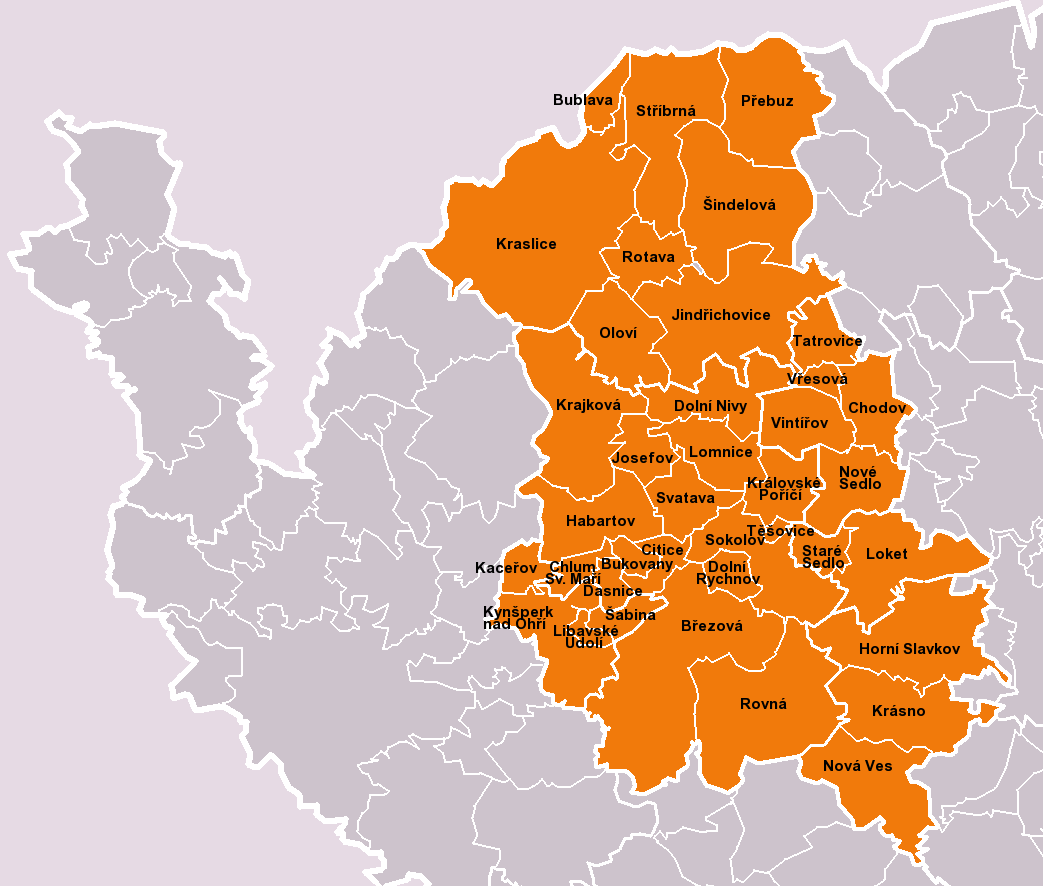
Comuni di distretto

Il distretto di Sokolov (in ceco okres Sokolov) è un distretto della Repubblica Ceca nella regione di Karlovy Vary. Il capoluogo di distretto è la città di Sokolov.

## Geografia antropica
Il distretto conta 38 comuni:

### Città
- Březová
- Chodov
- Habartov
- Horní Slavkov
- Kraslice
- Krásno
- Kynšperk nad Ohří
- Loket
- Nové Sedlo
- Oloví
- Přebuz
- Rotava
- Sokolov

### Comuni mercato
- Svatava

### Comuni
- Bublava
- Bukovany
- Chlum Svaté Maří
- Citice
- Dasnice
- Dolní Nivy
- Dolní Rychnov
- Jindřichovice
- Josefov
- Kaceřov
- Krajková
- Královské Poříčí
- Libavské Údolí
- Lomnice
- Nová Ves
- Rovná
- Staré Sedlo
- Stříbrná
- Šabina
- Šindelová
- Tatrovice
- Těšovice
- Vintířov
- Vřesová